# Bieriozowaja roszcza
Bieriozowaja roszcza (ros. Берёзовая роща) – czwarta stacja linii Dzierżyńskiej, znajdującego się w Nowosybirsku systemu metra.

## Charakterystyka
Stacja Bieriozowaja roszcza położona jest na obszarze rejonu dzierżyńskiego, przy m.in. Prospekcie Feliksa Dzierżyńskiego. W pobliżu zlokalizowane są m.in. jeden z nowosybirskich domów kultury oraz zespół parkowy Bieriozowaja roszcza, który nadaje nazwie temu przystankowi kolei podziemnej w Nowosybirsku. Budowa rozpoczęła się w 1991 roku, gdy z jednej z pobliskich ulic usunięto tory tramwajowe. Spowodowało to znaczne utrudnienia komunikacyjne w tym rejonie miasta, ale władze obiecywały, że zostaną one przezwyciężone wraz z ukończeniem stacji metra, co nastąpić miało, wbrew obietnicom, dopiero po prawie piętnastu latach. Przyczyną znacznego opóźnienia były problemy ekonomiczne jakie przeżywał, zarówno Nowosybirsk, jak i cała Federacja Rosyjska, w latach dziewięćdziesiątych. Pojawiły się także problemy geologiczne z ukształtowaniem skał jakie znajdowały się w tym miejscu, a także z wodami gruntowymi. Początkowo planowano oddać stację w ekspresowym tempie, bo już na stulecie uzyskania praw miejskich przez Nowosybirsk, czyli na 1993 rok. Wydrążone zostały tunele, jednak dalsza budowa musiała poczekać na poprawę sytuacji gospodarczej.
W 2002 roku przy wsparciu kapitału zagranicznego miasto było w stanie powrócić do budowy Bieriozowej roszczy. Inwestor musiał uporać się z zalanymi tunelami oraz z wodami gruntowymi oraz kiepskim projektem rozwiązań technicznych oraz lokalizacji stacji. Prace były bardzo intensywne, trwały nawet w weekendy. Stacja została ostatecznie otwarta 25 czerwca 2005 roku. Początkowo ruch odbywał się w sposób wahadłowy, drugi tor został otwarty dwa lata później, w 2007 roku. Wystrój Bieriozowej roszczy różni się od pozostałych stacji nowosybirskiego systemu kolei podziemnej. Z uwagi na kwestie finansowe użyto nie marmurów jak w innych miejscach, ale kombinacji stali i aluminium, posadzki natomiast wykonano z lśniących płyt granitowych. W przyszłości ma stanowić stację przesiadkową z planowaną linią Pierwomajską.